# Lon Asan
Lon Asan is een bestuurslaag in het regentschap Aceh Besar van de provincie Atjeh, Indonesië. Lon Asan telt 520 inwoners (volkstelling 2010).